# فرع جمعية كشافة فانواتو
الكشفية في فانواتو معترف بها من قبل المنظمة الكشفية العالمية وحاليا لديها فرع تابع لجمعية الكشافة في المملكة المتحدة منذ عام 1999 يمثل جمهورية فانواتو، ومع ذلك لا يوجد منظمة حكومية في البلاد وتعتبر أيضا حتى الآن ليست عضوا من أعضاء المنظمة العالمية للحركة الكشفية.
فانواتو لديها نشاطات كشفية خصوصا في منطقة الإقليم الكشفي الآسيوي الباسيفيكي. شارك اثنان من كشافة فانواتو في المخيم الكشفي العالمي التاسع عشر الذي عقد في شيلي في ديسمبر 1998. . كشافة فانواتو ساعدت كشاف أستراليا حيث شاركت في المخيم الكشفي الأسترالي عام 2007.